# Seneferka
Seneferka (även Sneferka eller Nefer-sieka), var horusnamnet på en föga dokumenterad farao som troligen regerade i slutet av Egyptens första dynasti, eller någon gång under andra dynastin. Tiden mellan Ninetjer och Khasekhemwy är höljd i dunkel och mycket lite fakta finns. Seneferkas namn är föremål för olika stavningar. Till exempel läser Zahi Hawass det som Nefer-sieka medan Toby Wilkinson läser Sneferka.
Teorierna bland egyptologer är många, och det är oklart var i kronologin Seneferka bör placeras.